# 多用途互聯網郵件擴展
多用途網際網路郵件擴展（英語：Multipurpose Internet Mail Extensions，缩写：MIME）是一个互联网标准，它扩展了电子邮件标准，使其能够支持：
- 非ASCII字符文本；
- 非文本格式附件（二進位制、聲音、圖片等）；
- 由多部分（multiple parts）組成的消息体；
- 包含非ASCII字元的標頭資訊（Header information）。這個標準被定義於 RFC 2045、RFC 2046、RFC 2047、RFC 2048、RFC 2049 等RFC中。

MIME改善了由 RFC 822 轉變而来的 RFC 2822 ，這些舊標準规定電子郵件標準並不允许在邮件消息中使用7位ASCII字符集以外的字符。正因如此，一些非英语字符消息和二进制文件，图像，声音等非文字消息原本都不能在电子邮件中传输（MIME可以）。MIME规定了用于表示各种各样的数据类型的符号化方法。此外，在万维网中使用的HTTP協定中也使用了MIME的框架，標準被擴展為網際網路媒體形式。

## MIME headers
MIME是通过标准化电子邮件报文的头部的附加域（fields）而实现的；这些头部的附加域，描述新的报文类型的内容和组织形式。

### MIME版本
MIME版本（MIME-Version），这个標頭區域在邮件訊息的报文用一个版本號碼來指明消息遵從的MIME規範版本。目前版本是1.0。
```
MIME-Version: 1.0
```

### 內容類型
內容類型（Content-Type），這個標頭區域用於指定資訊的類型。一般以下面的形式呈現。
```
Content-Type: [type]/[subtype]; parameter
```

type有以下的形式：
- Text：用于標準化地表示的文字訊息，文字訊息可以是多種字符集和或者多種格式的；
- Multipart：用於連接消息体的多个部分構成一個消息，這些部分可以是不同類型的資料；
- Application：用於傳輸應用程式資料或者二進位資料；
- Message：用於包裝一個电子邮件訊息；
- Image：用於傳輸靜態圖片資料；
- Audio：用於傳輸音頻或者音声資料；
- Video：用於傳輸動態影像資料，可以是與音頻編輯在一起的視訊資料格式；
- Font：用于传输字体文件；
- Model：用于传输3D模型文件。

subtype用于指定type的详细形式。content-type/subtype配对的集合和与此相关的参数，将随着时间而增长。为了确保这些值在一个有序而且公开的状态下开发，MIME使用互联网号码分配局(IANA)作为中心的注册机制来管理这些值。常用的subtype值如下所示：
- text/plain（純文字）
- text/html（HTML文件）
- application/xhtml+xml（XHTML文件）
- image/gif（GIF圖片）
- image/jpeg（JPEG圖片）【PHP中为：image/pjpeg】
- image/png（PNG圖片）【PHP中为：image/x-png】
- audio/mpeg（MP3音频）
- audio/aac（AAC音频）
- video/mpeg（MPEG视频）
- video/mp4（MPEG-4视频）
- application/octet-stream（任意的二進位資料）
- application/pdf（PDF文件）
- application/msword（Microsoft Word文件）
- application/vnd.openxmlformats-officedocument.wordprocessingml.document（Microsoft Word 2007文件）
- application/vnd.wap.xhtml+xml (wap1.0+)
- application/xhtml+xml (wap2.0+)
- message/rfc822（RFC 822形式）
- multipart/alternative（HTML邮件的HTML形式和纯文本形式，相同内容使用不同形式表示）
- application/x-www-form-urlencoded（使用HTTP的POST方法送出的表單）
- multipart/form-data（同上，但主要用于表单送出时伴随文件上传的场合）

此外，尚未被接受为正式数据类型的subtype，可以使用x-开始的独立名称（例如application/x-gzip）。vnd-开始的固有名称也可以使用（例：application/vnd.ms-excel）。
parameter可以用来指定附加的信息，更多情况下是用于指定text/plain和text/htm等的文字编码方式的charset参数。MIME根据type制定了默认的subtype，当客户端不能确定消息的subtype的情况下，消息被看作默认的subtype进行处理。Text默认是text/plain，Application默认是application/octet-stream而Multipart默认情况下被看作multipart/mixed。

### 内容配置
内容配置（Content-Disposition），原始的MIME只描述邮件内容的结构，并不会处理表现类型的问题。内容配置（Content-Disposition）在RFC 2183 （页面存档备份，存于）中被添加，用来指明MIME的表现类型。MIME的每一部分可以添加下列配置。
- inline 添加此配置后客户端应自动展示信息。
- attachment 添加此配置后客户端在接受到信息后不自动展示，需要用户自己选择相应的方法处理信息。

Content-Disposition字段也提供了一些参数。如文件名，文件的创建日期和修改日期等，使邮件客户端可以保存附件。
以下是一个示例。
```
 Content-Disposition: attachment; filename=genome.jpeg;
 modification-date="Wed, 12 Feb 1997 16:29:51 -0500";
```

儘管有些邮件客户端仅在Content-Type的参数中添加了文件名来通訊，但這是不推薦的。正確的做法是在Content-Disposition中指定filename或是同时在Content-Type和Content-Disposition中指定name和filename的参数。在HTTP中Content-Disposition: attachment通常用来提示客户端将响应体作为下载文件，而不是在页面中展示它。filename参数是默认的下载文件名。

### 内容传输编码
内容传输编码（Content-Transfer-Encoding），这个區域使指定ASCII以外的文字編碼方式成为可能。形式如下：
```
  Content-Transfer-Encoding: [mechanism]
```

其中，mechanism的值可以指定为“7bit”，“8bit”，“binary”，“quoted-printable”，“base64”。

#### 7bit
7位元ASCII码。

#### 8bit
8位元ASCII码。

#### binary
存在非ASCII字符，或因文本较长而无法进行SMTP传输时，会使用二进制。

#### quoted-printable
因为歐洲的一些文字和ASCII字符集中的某些字符有部分相同。如果邮件消息使用的是这些语言的话，与ASCII重叠的那些字符可以原样使用，ASCII字符集中不存在的字符采用形如“=??”的方法编码。这里“??”需要用将字符编码后的16进制数字来指定。采用quoted-printable编码的消息，长度不会变得太长，而且大部分都是ASCII中的字符，即使不通过解码也大致可以读懂消息的内容。

#### base64
Base64是一種將二進位的01序列轉化成ASCII字元的編碼方式。編碼後的文字或者二進位訊息，就可以運用SMTP等只支援ASCII字元的協定傳送了。Base64一般被认为会平均增加33%的报文长度，而且，经过编码的消息对于人类来说是不可读的。

#### x-encodingname
这个值是预留的扩展。